# True (Mika Nakashima)
True è il primo album in studio della cantante giapponese Mika Nakashima, pubblicato nel 2002.

## Tracce
1. Amazing Grace (Album Version)
2. Will (Album Version)
3. One Survive (Album Version)
4. Heaven on Earth
5. Destiny's Lotus
6. Helpless Rain
7. I
8. Tears~Konayuki ga Mau You ni...~ (粉雪が舞うように....)
9. True Eyes
10. Crescent Moon
11. Just Trust in Our Love (Album Version)
12. Stars (Album Version)
13. A Miracle for You